# Jesse Tyler Ferguson

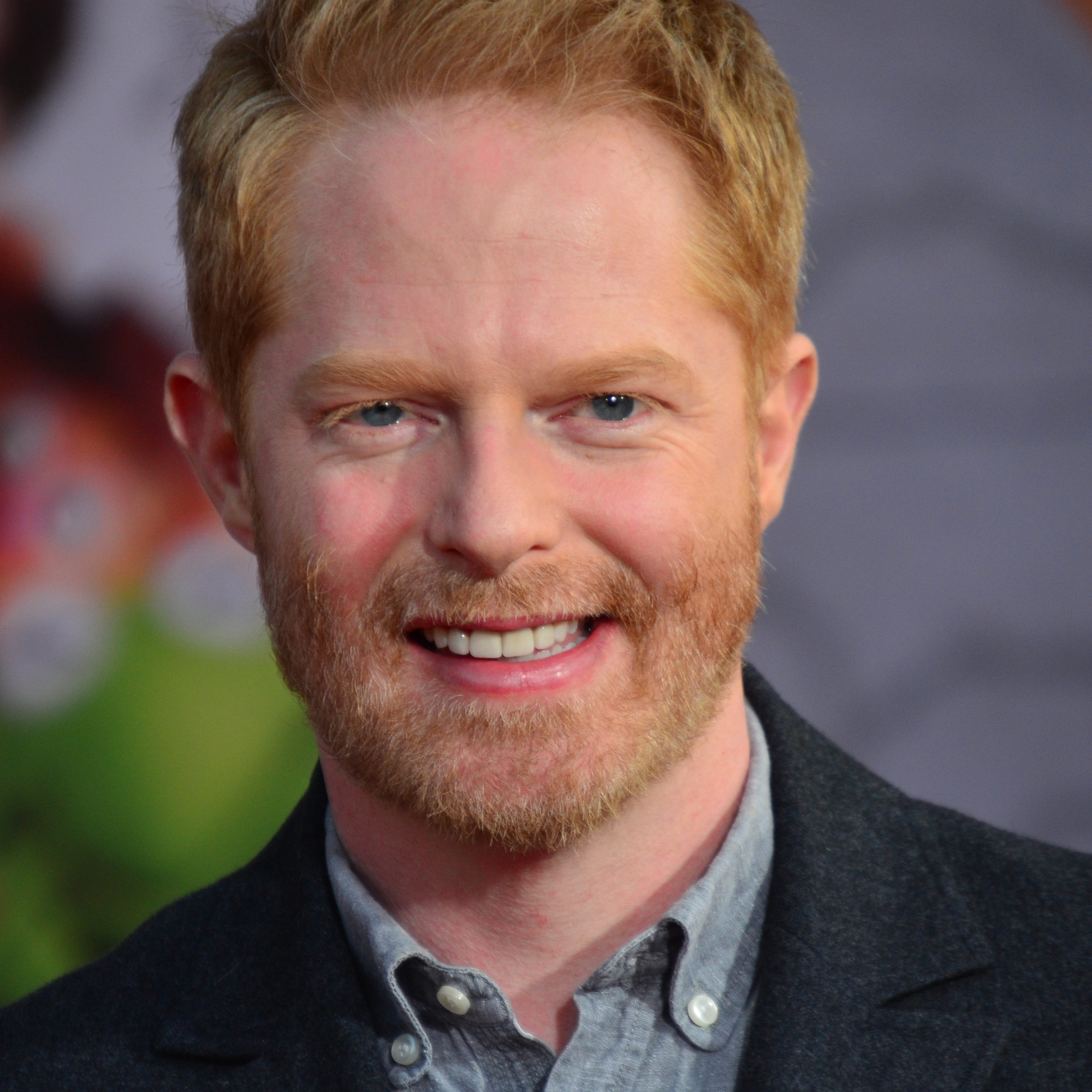
Jesse Tyler Ferguson (2014)

Jesse Tyler Ferguson (* 22. Oktober 1975 in Missoula, Montana) ist ein US-amerikanischer Schauspieler.

## Leben
Ferguson wurde 1975 in Missoula, Montana geboren. Nach seiner Schulzeit besuchte er ab 1994 die American Musical and Dramatic Academy (AMDA) in New York City. Ferguson spielte in verschiedenen Theater- und Musicalproduktionen in New York City, unter anderem in The 25th Annual Putnam County Spelling Bee und A Midsummer's Night Dream.

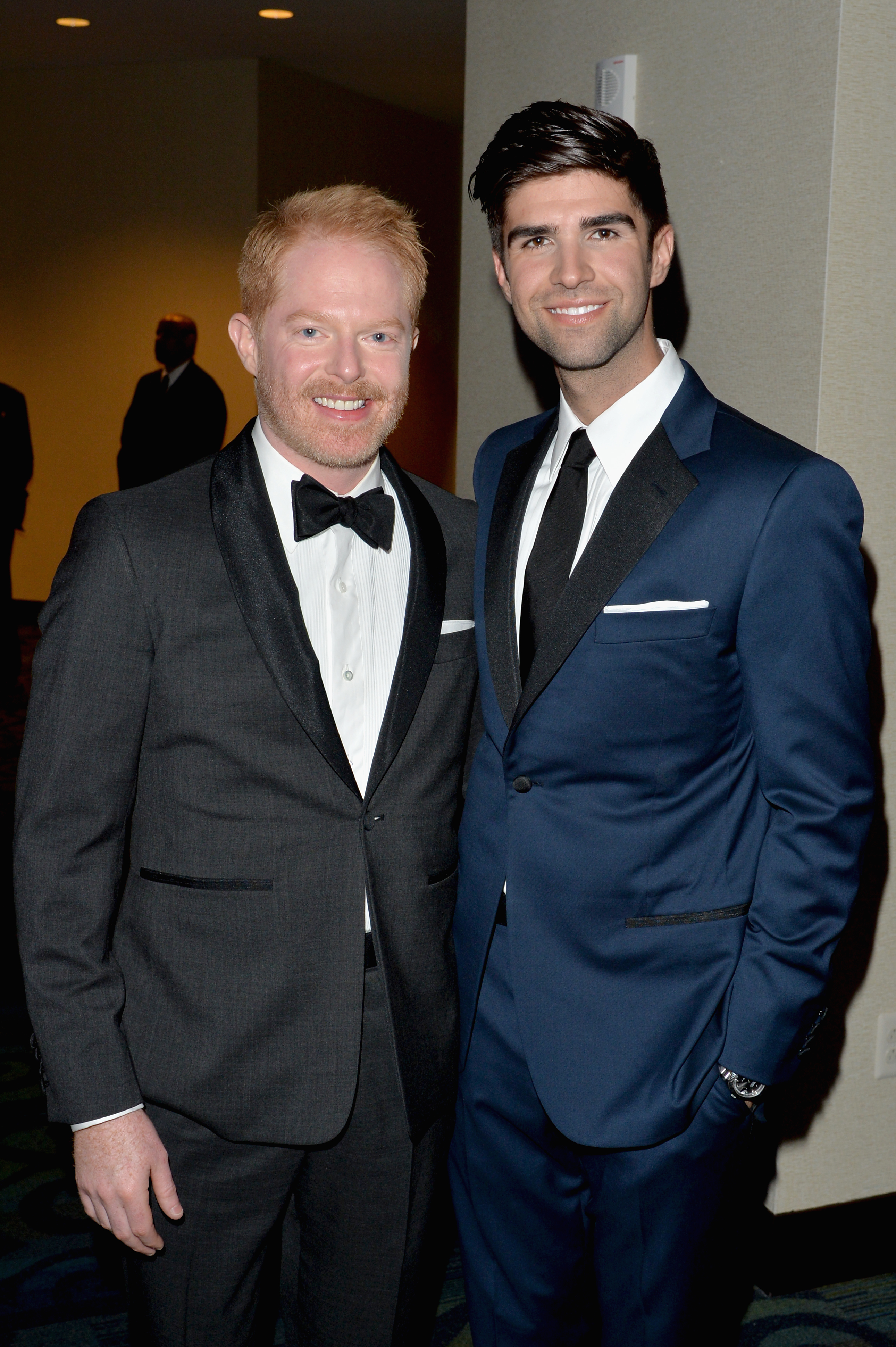
Ferguson mit seinem Mann Justin Mikita

Seine erste feste Serienrolle hatte Ferguson 2006/2007 in der kurzlebigen Sitcom The Class. Von 2009 bis 2020 spielte er in der Sitcom-Mockumentary Modern Family die Rolle des Mitchell Pritchett, der mit seinem Lebenspartner Cameron ein Baby aus Vietnam adoptiert hat.
Im September 2012 gab Ferguson seine Verlobung mit einem Anwalt bekannt. Am 20. Juli 2013 heirateten beide in New York.

## Filmografie (Auswahl)
Filme
- 2000: Sally Hemings: An American Scandal (Fernsehfilm)
- 2001: Ordnary Sinner
- 2006: Griffin & Phoenix
- 2006: AV Club (Fernsehfilm)
- 2008: Untraceable
- 2009: Wonderful World
- 2012: 8
- 2012: The Producers
- 2016: Ice Age 5 – Kollision voraus! (Ice Age: Collision Course, Stimme vom Shangri Llama)
- 2023: Cocaine Bear

Serien
- 2006–2007: The Class (19 Folgen)
- 2007, 2010: Ugly Betty (zwei Folgen)
- 2008: Do Not Disturb (fünf Folgen)
- 2009, 2015: The Battery’s Down (zwei Folgen)
- 2009–2020: Modern Family
- 2012: Submission Only (Folge 2x08)
- 2014: Web Therapy (zwei Folgen)
- 2021: The Good Fight (eine Folge)
- 2022: High School Musical: Das Musical: Die Serie (eine Folge)
- 2024: Elsbeth (eine Folge)
- 2025: Mid-Century Modern (eine Folge)

Musikvideos
- 2019: You Need to Calm Down von Taylor Swift